# Nevid
Nevid (deutsch Newid) ist eine Gemeinde mit 182 Einwohnern (Stand: 1. Januar 2023) in Tschechien. Sie liegt sechs Kilometer südlich von Rokycany im Brdywald und gehört zum Okres Rokycany. Die Katasterfläche beträgt 498 ha.

## Geographie
Der Ort befindet sich in 499 m ü. M. im westlichen Brdywald. Östlich von Nevid liegt der Naturpark Kamínky und nach Westen schließt sich bis zum Tal der Úslava ein ausgedehntes Waldgebiet an, in dem sich die Ruine der Burg Lopata und das Schloss Kozel befinden.
Nachbarorte sind Veselá und Raková im Norden, Peklo und Hrádek im Nordosten, Čtrnáctka und Mirošov im Osten, Kamínky, Drážky und Kakejcov im Südosten sowie Mydlný und Kornatice im Süden.

## Geschichte
Nevid entstand im Jahre 1227. Als Teil der Grundherrschaft Šťáhlavy gelangte der Ort in der Mitte des 15. Jahrhunderts an die Duppauer von Duppau. Deren Stiahlauer Linie verkaufte 1539 ihren Besitz einschließlich der Dörfer Šťáhlavice, Nezbavětice, Sedlec, Lhota, Neslívy, Nezvěstice, Žákava und Nevid sowie der wüsten Burg Lopata an Jiřík Kokořovec von Kokořov. Bei der Erbteilung der Herrschaft Šťáhlavy gehörte Nevid neben Plzenec, Lhota, Sedlec, Šťáhlavice, Raková und Nezbavětice zum Anteil des Jiří Petr Kokořovec auf Šťáhlavy.
1710 erwarben die Cernin von Chudenic die Herrschaft und 1816 fiel sie als Erbe an Christian von Waldstein. Nach der Ablösung der Patrimonialherrschaften wurde Nevid 1850 zur selbstständigen Gemeinde im Rokitzaner Bezirk.
Im Waldgebiet nordöstlich des Dorfes liegt am Dolný rybník der Campingplatz Holubí kout.

## Sehenswürdigkeiten
- historisches Bauerngehöft mit schmuckvoller Toreinfahrt
- Kapelle auf dem Dorfplatz
- Waldschloss in Kozel
- Tal des Kornatický potok im Brdywald mit den Resten der Burg Lopata